# Чехословацька нова хвиля
Чехословацька нова хвиля (чеськ. та слов. Československá nová vlna) — термін, який використовується на позначення покоління чехословацьких кіносценаристів і режисерів, які почали творити в 1960-х роках. Серед них — Мілош Форман, Віра Хитілова, Іван Пассер, Ярослав Папоушек, Антонін Маша, Павел Юрачек, Їржі Менцель, Ян Нємець, Естер Крумбахова, Яроміл Їреш, Евальд Шорм, Ян Шмідт, Юрай Герць, Юрій Якубиско, Душан Ганак та Ело Хаветта.
Термін чехословацька нова хвиля також використовується на позначення фільмів, відзнятих у той час згаданими режисерами.
Це один із найбільш значимих мистецьких напрямів в історії чехословацького кінематографу, який мав всесвітній резонанс. Фільми нової хвилі демонструвалися на престижних фестивалях у Венеції, Каннах і Мангеймі і навіть змагалися за «Оскар». Початком чехословацької нової хвилі вважається словацький фільм Сонце в тенетах (1962) режисера Штефана Угера.
До творів чехословацької нової хвилі іноді помилково зараховують інші чехословацькі фільми 1960-х років, зняті режисерами інших поколінь. Це, наприклад, роботи Франтішека Влачіла (і сценаристів Владиміра Кернера, Яна Прохазки та Франтішека Павлічека), Карела Кахині, Войтеха Ясни та Збинєка Бриниха.

## Обставини виникнення та особливості

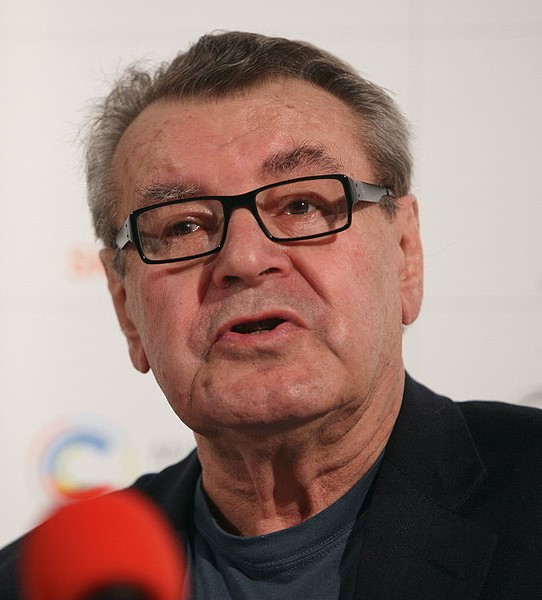
Мілош Форман, представник чехословацької нової хвилі. Після 1968 року його кар'єра продовжилася у США

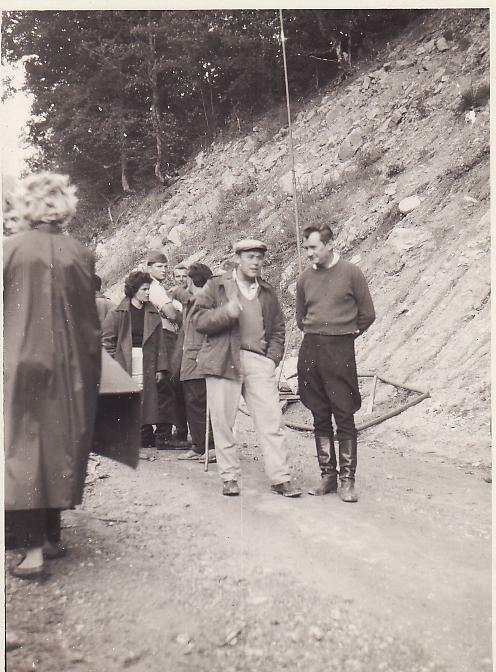
Зйомки фільму «Пісня про сизого голуба», 1961

Фільми чехословацької нової хвилі, які вирізнялися соціальною критичністю та оригінальністю форми, з'явилися завдяки розвиненій чехословацькій кіношколі, великій кількості молодих кінематографістів, лібералізація соціалістичного режиму на початку 1960-х років та частковому послабленню цензури. Крім того, студенти і студентки Факультету кіно і телебачення Празької академії виконавських мистецтв мали доступ до фільмів французької нової хвилі та інших художніх фільмів, завдяки чому знайомилися із тогочасними тенденціями світового кіно.
Перші повнометражні дебюти діячів нової чеської хвилі відбулися в 1963 році. У 1967 році стається дебют Юрія Якубиска, видатного словацького режисера русинського походження.
Характерними рисами фільмів нової хвилі були довгі, часто імпровізовані діалоги, чорний і абсурдний гумор і участь неакторів (Ладіслав Якім, Ян Вострчил, Йозеф Шебанек, Мілада Єжкова та інші) або акторів-початківців, чиє мовлення здавалося природним і не манірним (Владимір Пухольт, Йозеф Абргам, Ян Качер, Яна Брейхова, Гана Брейхова, Віра Кршесадлова та інші). Фільми нової чехословацької хвилі часто торкалися таких тем, як любовне шаленство молоді та її конфлікти з представниками старших поколінь, вони також відображали спотворену мораль суспільства. Автори прагнули відобразити природну людяність, тому герої їхніх фільмів не були «чорно-білими» чи спрощеними: їм, на відміну від героїв соцреалістичних фільмів, були притаманні як позитивні, так і негативні якості.
Режисери намагалися не прикрашати реальність, і їхні фільми (напр., Мілоша Формана, Івана Пассера та Ярослава Папоушека) містили незрежисовані або начебто незрежисовані сцени. Інші автори, натомість, пішли шляхом стилізованого, експериментального вираження, яке більшою чи меншою мірою свідомо заперечувало ознаки звичайної реальності (напр., Віра Хитілова, Юрій Якубиско та Ело Гаветта). До творів нової хвилі також доклалися особистості, з якими неодноразово співпрацювали молоді режисери: оператори Ярослав Кучера, Мирослав Ондржичек та Ян Чуржик, композитори Зденєк Лішка та Ян Клусак чи кінохудожниця Естер Крумбахова.

## Жанрова різноманітність

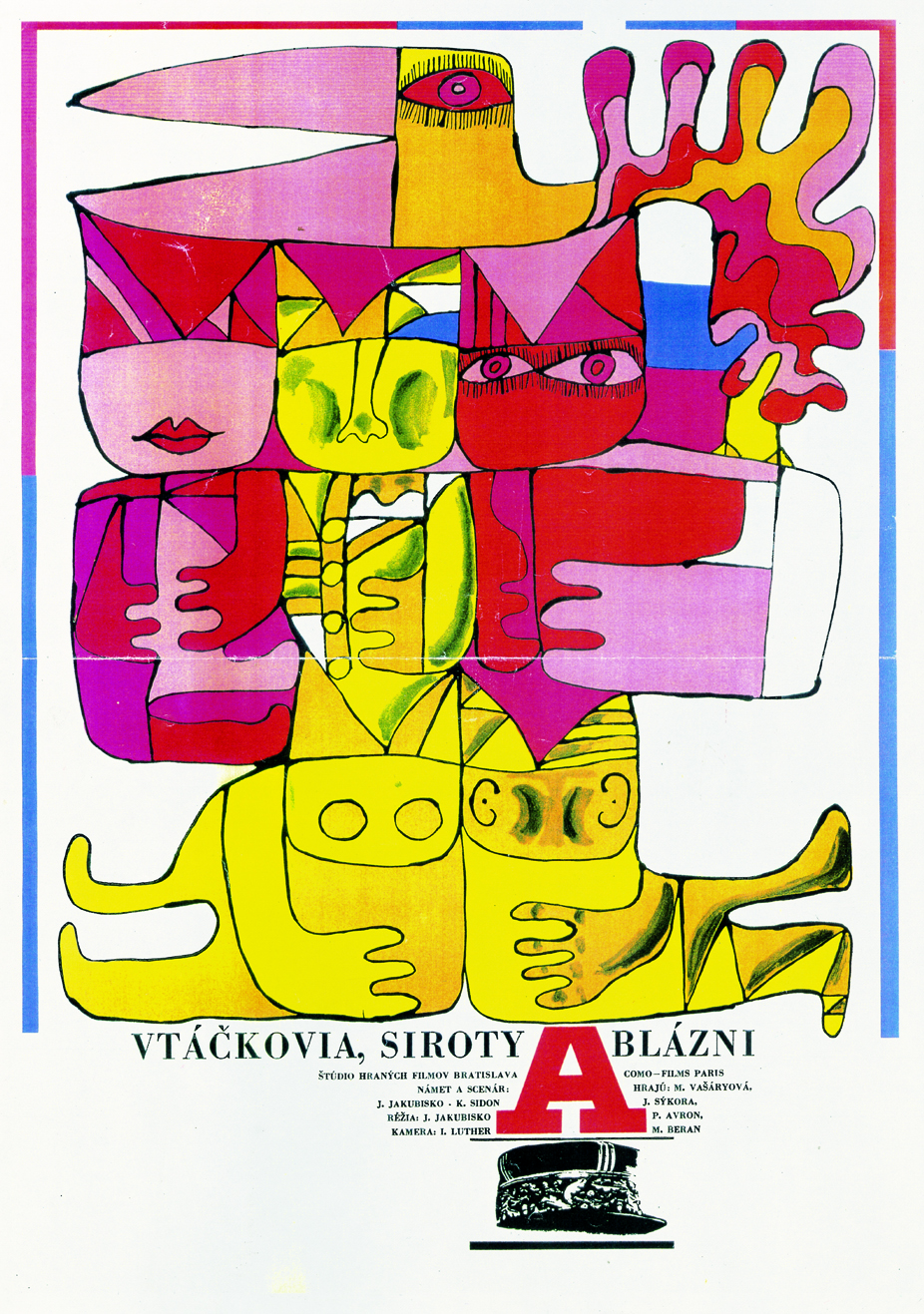
Постер фільму «Пташки, сироти та дурні» режисера Юрія Якубиска, який представляє «парабольну» лінію нової чехословацької хвилі

Фільми чехословацької нової хвилі охоплювали кілька різних напрямів і жанрів. Трагікомедії мали найбільший глядацький резонанс на момент їх виходу — фільми Горить, моя панянко (також відомий під назвою Бал пожежників) і Поїзди під пильним спостереженням у кінотеатрах переглянуло понад мільйона глядачів. Обидва ці фільми також були номіновані на премію Оскар у категорії «Найкращий фільм іноземною мовою», причому останній отримав її у 1968 році. В інших фільмах нової хвилі застосовувалися більш експериментальні прийоми сучасного художнього кіно, як-от злам часу і простору (напр., у фільмах Сонце в тенетах, Крик або Діаманти ночі).
З новою хвилею в чеському та словацькому кіно вперше більшою мірою з'явилися параболи, що базувалися на метафорах та символах, які часто торкалися соціально-політичних контекстів того часу. Дія цих фільмів може відбуватися безпосередньо в сьогоденні (напр., у фільмах Блукання, Повернення блудного сина, Кінець священника, 322), а також у минулому (Спалювач трупів) або взагалі за межами реального часу та простору (Стокротки, Про свята та гостей, Кінець серпня в готелі Озон, Пташки, сироти та дурні, Справа для ката-початківця, або День сьомий, восьма ніч).
Фільми, натхненні документальною поетикою сінема веріте, як-от Стеля, Мішок блох і Про щось інше Віри Хитілової, Конкурс та Якби не було цих музик Мілоша Формана або Наш щоденний день словацького режисера Отокара Криванека, також стали важливою частиною нової чехословацької хвилі. Самобутні документальні фільми в 1960-х знімали Евальд Шорм, Яроміл Їреш і Карел Вахек, який дебютував у 1963 році фільмом Моравська Еллада.

## Поза контуром нової хвилі

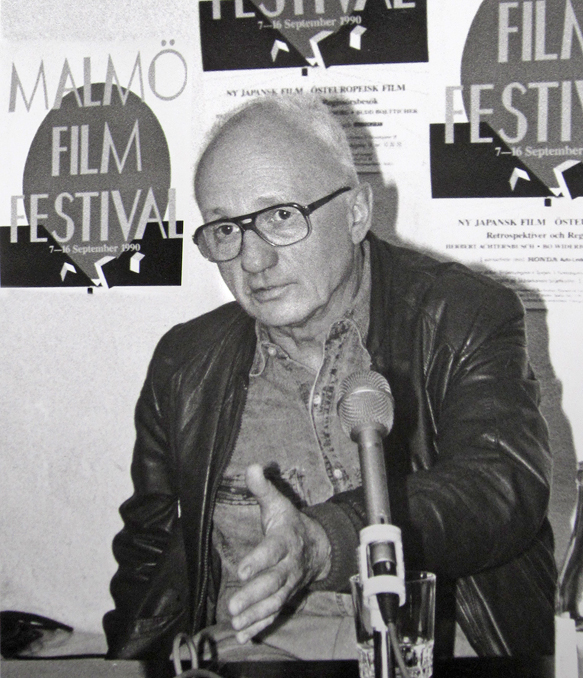
Карел Кахиня, сучасник нової хвилі, який проте не є її представником

Паралельно з новою хвилею діяли й автори, які дебютували ще до її початку у другій половині 1950-х, а в 1960-х роках надихалися кінематографічними досягненнями своїх молодших колег. Багато з цих режисерів проводили переоцінку історичного кіно, в якому герої та лиходії вже не були чітко визначені. Прикладами можуть бути фільми, що змальовують події Другої світової війни, зняті Збинеком Бринихом (напр., Ешелон із раю; …а п'ятий вершник — Страх) або Карелом Кахинею (Хай живе Республіка або Екіпаж до Відня). Інші режисери повернулися до давнішої чеської історії: Франтішек Влачіл зняв фільми Маркета Лазарова та Долина бджіл, а Олдржіх Данєк зняв фільми Гарна путь і Королівська помилка. У Словаччині поглянути на власну історію з нестандартної точки зору спробували Штефан Угер у фільмі Орган та Едуард Ґречнер у фільмі Дракон повертається.
Значного пожвавлення переживала і розважальна жанрова творчість: у 1964 році на екрани вийшов чеський кіномюзикл режисера Ладіслава Рихмана Старі на хмелі. За ним через рік вийшов фільм Яна Рогача та Владиміра Світачка Якби тисяча кларнетів. Тоді було створено пародійний музичний вестерн Лимонадний Джо режисера Олдржиха Липського та сценариста Їржі Брдечки. Комедії (Весілля як ремінь Їржа Крейчика або Світські люди Зденєка Подскальського), які в деяких випадках містили елементи соціальної критики (як-от Ось прийде кіт Войтеха Ясні чи Біла пані Зденєка Подскальського), також визначалися високою якістю. Досягненням стало створення першого чеського науково-фантастичного фільму Ікарія XB 1 режисером Їндржихом Полаком.
Режисери Войтех Ясні, який отримав приз на Каннському фестивалі за фільм «Всі добрі краяни», та Отакар Вавра також досягли свого мистецького піку в 1960-х роках. Після ніжно-романтичного та поетичного «Романсу для флюгельгорна», створеного за мотивами однойменної поеми Франтішека Грубіна, він зняв один із своїх найкращих фільмів Молот відьом, на який його надихнули справжні судилища над відьмами. Робота режисерського дуету Яна Кадара та Ельмара Клоса досягла свого піку, отримавши премію Оскар за фільм Магазин на площі. Емоційним та символічним також є, наприклад, антивоєнний фільм Карела Земана Хроніка блазня, дія якого відбувається у часи Тридцятилітньої війни. У 1960-х роках свою кінокар'єру також розпочав Ян Шванкмаєр, чиї роботи теж не відносять до нової хвилі, хоча між ними можна простежити багато паралелей (наприклад, у фільмах Сад, Квартира тощо).

## Занепад
Після початку нормалізації у ранніх 1970-х роках, чехословацька нова хвиля занепала. Країну покинули Мілош Форман, Ян Нємец та Іван Пассер. Серед режисерів, які залишилася, були ті, хто більше не міг займатися виробництвом кіно (Евальд Шорм, Павел Юрачек, Ело Гаветта), ті, зіткнулися з постійною цензурою (Віра Хитілова), або ті, кому поступово вдалося адаптувалися (Їржі Менцель, Яроміл Їреш, Гінек Бочан, Юрій Якубиско). Представники нової генерації, які за інших обставин безперешкодно продовжили б нову хвилю, були замовчені одразу після їхніх повнометражних дебютів наприкінці 1960-х (Драгоміра Віганова, Іван Баладя чи Іван Ренч). Деякі фільми 1960-х років були заборонені та відкладені на полицю. Прем'єри таких фільмів відбулися лише після зміни режиму в 1989 році. Серед них, наприклад, Жайворонки на струні Їржі Менцеля, Жарт Яроміла Їреша, Дитколонія Гінека Бочана, Убита неділя Драгоміри Віганової чи Справа для ката-початківця Павела Юрачека.

## Спадок
Після листопада 1989 року в деяких чеських фільмах знову з'явилися тенденції, натхненні новою хвилею. Це стосується, наприклад, фільмів Мертвий жук, Бабине літо, Повернення ідіота, Ліжко, Любов згори чи Дикі бджоли, творці яких знову зосередилися на аутсайдерах, розгублених підлітках та на натуралістично-їдкому зображенні чеського суспільства. У цьому контексті деякі кінокритики та теоретичні тексти говорять про феномен «дохляцтва» (чеськ. chcípáctví) в чеському кіно (цей експресивний термін може використовується при вираженні захоплення, критично або навіть безпристрасно). Тим не менш, повторити успіх чехословацької нової хвилі цей феномен не зміг.

## Основні роботи
- Сонце в тенетах, режисер Штефан Угер (1962)
- Чорний Петро, режисер Мілош Форман (1963)
- Про щось інше, реж. Віра Хитілова (1963)
- Крик, режисер Яроміл Їреш (1963)
- Постать для підпирання, режисери Павел Юрачек і Ян Шмідт (1963)
- Діаманти ночі, режисер Ян Немец (1964)
- Кожен день мужності, режисер Евальд Шорм (1964)
- Інтимне освітлення, режисер Іван Пассер (1965)
- Ніхто не сміятиметься, режисер Гінек Бочан (1965)
- Блукання, режисери Антонін Маша та Ян Чуржик (1965)
- Кожен молодий чоловік, режисер Павел Юрачек (1965)
- Перлинки на дні, короткометражний фільм (1965)
- Поїзди під пильним спостереженням, режисер Їржі Менцель (1966)
- Стокротки, реж. Віра Хитілова (1966)
- Про свята та гостей, режисер Ян Нємец (1966)
- Мученики кохання, режисер Ян Нємец (1966)
- Кохання блондинки, режисер Мілош Форман (1966)
- Повернення блудного сина, режисер Евальд Шорм (1966)
- Готель для іноземців, режисер Антонін Маша (1966)
- Кінець серпня в готелі Озон, режисер Ян Шмідт (1966)
- Христові роки, режисер Юрій Якубиско (1967)
- Горить, моя панянко (також Бал пожежників), режисер Мілош Форман (1967)
- Спалювач трупів[cs], режисер Юрай Герц (1968)
- Жарт, режисер Яроміл Їреш (1968)
- Примхливе літо, режисер Їржі Менцель (1968)
- Кінець священника, режисер Евальд Шорм (1968)
- Найпрекрасніший вік, режисер Ярослав Папоушек (1968)
- Озираючись назад, режисер Антонін Маша (1968)
- Дезертири та путники, режисер Юрій Якубиско (1968)
- Ecce homo Гомолка, режисер Ярослав Папоушек (1969)
- Справа для ката-початківця, режисер Павел Юрачек (1969)
- Плоди райських дерев ми їмо, режисер Віра Хитілова (1969)
- Жайворонки на струні, режисер Їржі Менцель (1969)
- День сьомий, восьма ніч, режисер Евальд Шорм (1969)
- 322, режисер Душан Ганак (1969)
- Пташки, сироти та дурні, режисер Юрій Якубиско (1969)
- Свято в ботанічному саду, режисер Ело Гаветта (1969)
- Вбивство інженера Чорта, режисер Естер Крумбахова (1970)
- Валеріе та тиждень див, реж. Яроміл Їреш (1970)